# Théorème de Mazurkiewicz (théorie des ensembles)
Le théorème de Mazurkiewicz en théorie des ensembles énonce qu'il existe un sous-ensemble du plan affine réel qui rencontre chaque droite en exactement deux points. Sa démonstration utilise le lemme de Zorn donc suppose l'axiome du choix.